# Ignaz Franz Castelli

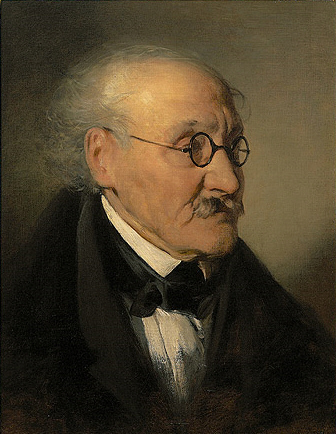
Ignaz Franz Castelli

Ignaz Franz Castelli (Vienna, 6 marzo 1780 – Lilienfeld, 5 febbraio 1862) è stato un drammaturgo e poeta austriaco.

## Biografia
Studiò legge all'università ed entrò poi nei servizi governativi.
Nel corso dell'invasione napoleonica il suo spiccato patriottismo gli ispirò la scrittura di trascinanti canzoni di guerra, una delle quali, Kriegslied für die österreichische Armee, venne stampata su iniziativa dell'arciduca Carlo d'Asburgo-Teschen e distribuita ai viennesi in migliaia di esemplari. Per questo motivo Castelli venne messo al bando da Napoleone e dovette rifugiarsi in Ungheria.
Nel 1815 accompagnò una missione diplomatica alleata in Francia, come segretario del conte Cavriani e, dopo il suo ritorno a Vienna, riprese la sua carica ufficiale nell'amministrazione della Bassa Austria. Nel 1842 si ritirò nella sua proprietà di Lilienfeld, dove, circondato dalla sua notevole collezione di immagini e di altri tesori d'arte, rimase per il resto della sua vita dedicandosi alla letteratura.
Il talento drammatico di Castelli era tipicamente austriaco; le sue commedie erano ben costruite ed efficaci infarcite di satira senza risparmio sulle debolezze dei viennesi. Ma il suo spirito era troppo locale ed effimero per lasciare una traccia e rimase noto soltanto alla sua generazione, e se è ricordato ancora oggi è per la sua eccellente Gedichte in niederösterreichischer Mundart (1828). Morì a Lilienfeld.
La sua collezione di poemi Gesammelte Gedichte venne pubblicata nel 1835 in 6 volumi; una selezione delle sue opere vide la luce nel 1843 in 15 volumi (2nd ed., 1848), seguita da un ulteriore volume nel 1858. La sua autobiografia, Memoiren meines Lebens, venne pubblicata nel 1861-1862 in 4 volumi.